# 水晶棵子
水晶棵子（学名：Wendlandia longidens），为茜草科水锦树属下的一个植物种。